# FA Cup 1877-1878
La FA Cup 1877–78 fu la settima edizione del torneo calcistico più vecchio del mondo. Vi presero parte 43 compagini, quattro in più dell'anno precedente.

## Calendario della competizione
| Turni            | Date                        | Partite disputate | Club  | Nuove partecipanti |
| ---------------- | --------------------------- | ----------------- | ----- | ------------------ |
| Primo Turno      | 27 ottobre/1 dicembre 1877  | 21 (18 giocate)   | 43→22 | 43                 |
| Secondo Turno    | 8 dicembre/29 dicembre 1877 | 11 (10 giocate)   | 22→11 | -                  |
| Terzo Turno      | 12 gennaio/16 febbraio 1878 | 5                 | 11→6  | -                  |
| Quarti di Finale | 15 febbraio/12 marzo 1878   | 3                 | 6→3   | -                  |
| Semifinale       | 16 marzo 1878               | 1                 | 3→2   | -                  |
| Finale           | 23 marzo 1878               | 1                 | 2→1   | -                  |

## Primo Turno
| Squadra locale       | Punteggio                                       | Squadra ospite       | Data             |
| -------------------- | ----------------------------------------------- | -------------------- | ---------------- |
| Grantham             | 0-2                                             | Clapham Rovers       | 27 ottobre 1877  |
| High Wycombe         | 4-0                                             | Wood Grange          | 27 ottobre 1877  |
| Maidenhead           | 10-0                                            | Reading Hornets      | 27 ottobre 1877  |
| Cambridge University | 3-1                                             | Southill Park        | 2 novembre 1877  |
| Hawks                | 5-2                                             | Minerva              | 3 novembre 1877  |
| Marlow               | 2-0                                             | Hendon               | 3 novembre 1877  |
| Notts County         | 1-1                                             | Sheffield            | 3 novembre 1877  |
| Oxford University    | 5-2                                             | Herts Rangers        | 3 novembre 1877  |
| Pilgrims             | 0-0                                             | Ramblers             | 3 novembre 1877  |
| Darwen               | 3-0                                             | Manchester           | 7 novembre 1877  |
| Reading              | 2-0                                             | South Norwood        | 7 novembre 1877  |
| 105th Regiment       | 0-2                                             | Old Harrovians       | 10 novembre 1877 |
| 1st Surrey Rifles    | 1-0                                             | Forest School        | 10 novembre 1877 |
| Remnants             | 4-0                                             | St. Stephen's        | 10 novembre 1877 |
| Swifts               | 3-2                                             | Leyton               | 10 novembre 1877 |
| Upton Park           | 3-0                                             | Rochester            | 10 novembre 1877 |
| Wanderers            | 9-1                                             | Panthers             | 10 novembre 1877 |
| Druids               | 1-0                                             | Shropshire Wanderers | 12 novembre 1877 |
| Barnes               | Qualificata per ritiro dell'avversaria          | St. Mark's           |                  |
| Old Foresters        | Qualificata per ritiro dell'avversaria          | Old Wykehamists      |                  |
| Royal Engineers      | Qualificata per ritiro dell'avversaria          | Highbury Union       |                  |
| Queen's Park         | Qualificata automaticamente al turno successivo |                      |                  |

### Replay
| Squadra locale | Punteggio | Squadra ospite | Data            |
| -------------- | --------- | -------------- | --------------- |
| Pilgrims       | 1-0       | Ramblers       | 9 novembre 1877 |
| Sheffield      | 3-0       | Notts County   | 1 dicembre 1877 |

## Secondo Turno
| Squadra locale       | Punteggio                              | Squadra ospite    | Data             |
| -------------------- | -------------------------------------- | ----------------- | ---------------- |
| Cambridge University | 4-2                                    | Maidenhead        | 8 dicembre 1877  |
| Royal Engineers      | 6-0                                    | Pilgrims          | 8 dicembre 1877  |
| Upton Park           | 1-0                                    | Reading           | 8 dicembre 1877  |
| Barnes               | 3-1                                    | Marlow            | 15 dicembre 1877 |
| High Wycombe         | 0-9                                    | Wanderers         | 15 dicembre 1877 |
| Oxford University    | 1-0                                    | Old Foresters     | 15 dicembre 1877 |
| Clapham Rovers       | 4-0                                    | Swifts            | 22 dicembre 1877 |
| Old Harrovians       | 6-0                                    | 1st Surrey Rifles | 22 dicembre 1877 |
| Remnants             | 2-0                                    | Hawks             | 22 dicembre 1877 |
| Sheffield            | 1-0                                    | Darwen            | 29 dicembre 1877 |
| Druids               | Qualificata per ritiro dell'avversaria | Queen's Park      |                  |

## Terzo Turno
| Squadra locale    | Punteggio                                       | Squadra ospite       | Data            |
| ----------------- | ----------------------------------------------- | -------------------- | --------------- |
| Wanderers         | 1-1                                             | Barnes               | 12 gennaio 1878 |
| Upton Park        | 3-0                                             | Remnants             | 19 gennaio 1878 |
| Royal Engineers   | 8-0                                             | Druids               | 30 gennaio 1878 |
| Old Harrovians    | 2-2                                             | Cambridge University | 2 febbraio 1878 |
| Oxford University | 3-2                                             | Clapham Rovers       | 2 febbraio 1878 |
| Sheffield         | Qualificata automaticamente al turno successivo |                      |                 |

### Replay
| Squadra locale | Punteggio | Squadra ospite       | Data            |
| -------------- | --------- | -------------------- | --------------- |
| Wanderers      | 4-1       | Barnes               | 26 gennaio 1878 |
| Old Harrovians | 2-2       | Cambridge University | 9 febbraio 1878 |

### Secondo Replay
| Squadra locale | Punteggio | Squadra ospite       | Data             |
| -------------- | --------- | -------------------- | ---------------- |
| Old Harrovians | 2-0       | Cambridge University | 16 febbraio 1878 |

## Quarti di Finale
| Squadra locale  | Punteggio | Squadra ospite    | Data             |
| --------------- | --------- | ----------------- | ---------------- |
| Royal Engineers | 3-3       | Oxford University | 15 febbraio 1878 |
| Wanderers       | 3-0       | Sheffield         | 16 febbraio 1878 |
| Old Harrovians  | 3-1       | Upton Park        | 9 marzo 1878     |

### Replay
| Squadra locale  | Punteggio | Squadra ospite    | Data             |
| --------------- | --------- | ----------------- | ---------------- |
| Royal Engineers | 2-2       | Oxford University | 27 febbraio 1878 |

### Secondo Replay
| Squadra locale  | Punteggio | Squadra ospite    | Data          |
| --------------- | --------- | ----------------- | ------------- |
| Royal Engineers | 4-2       | Oxford University | 12 marzo 1878 |

## Semifinale
| Squadra locale  | Punteggio                                       | Squadra ospite | Data          |
| --------------- | ----------------------------------------------- | -------------- | ------------- |
| Royal Engineers | 2-1                                             | Old Harrovians | 16 marzo 1878 |
| Wanderers       | Qualificata automaticamente al turno successivo |                |               |

## Finale
| Squadra locale | Punteggio | Squadra ospite  | Data          |
| -------------- | --------- | --------------- | ------------- |
| Wanderers      | 3-1       | Royal Engineers | 23 marzo 1878 |